# X-ファイル シーズン3
『X-ファイル』のシーズン3（全24話）は1995年9月22日にFOXでの放送が始まり、1996年5月17日に放送が終了した。

## スタッフ
- 製作総指揮:クリス・カーター、グレン・モーガン、ジェームズ・ウォン、ハワード・ゴードン、R・W・グッドウィン
- 製作:ジョセフ・パトリック・フィン、ロブ・ボウマン、ヴィンス・ギリガン、ポール・ラブウィン、キム・マナーズ、フランク・スポットニッツ
- 音楽:マーク・スノウ

## キャスト

### 主要キャスト
- デヴィッド・ドゥカヴニー - フォックス・モルダー特別捜査官
- ジリアン・アンダーソン - ダナ・スカリー特別捜査官
- ミッチ・ピレッジ - ウォルター・スキナーFBI副長官
- ウィリアム・B・デイヴィス - シガレット・スモーキング・マン
- ニコラス・リー - アレックス・クライチェック
- ブルース・ハーウッド - ジョン・フィッツジェラルド・バイヤース
- トム・ブレイドウッド - メルビン・フロヒキー
- ディーン・ハグランド - リチャード・ラングリー
- スティーヴン・ウィリアムズ - ミスターX

### 主要ゲスト
- ピーター・ドゥナット - ウィリアム・モルダー
- レベッカ・トゥーラン - ティナ・モルダー
- シーラ・ラーケン - マーガレット・スカリー
- メリンダ・マックグロウ - メリッサ・スカリー
- フロイド・ウェスターマン - アルバート・ホスティン
- ブライアン・トンプソン - バウンティハンター
- ブレンダン・ベイサー - ペンドレル捜査官
- レノ・ブリトス - ルイス・カーディナル
- ドン・S・ウィリアムズ - ファースト・エルダー
- ジョン・ネヴィル - ウェル・マニキュアード・マン
- スティーヴン・マクハティ - 赤髪の男
- モリス・パニッシュ - 銀髪の男
- ジェリー・ハーディン - ディープ・スロート
- ロイ・シネス - ジェレマイア・スミス
- ピーター・ボイル - クライド・ブルックマン
- ジョヴァンニ・リビシ - ダリン・ピーター・オズワルド
- ジャック・ブラック - ゼロ
- ロバート・ウィスデン - ロバート・パトリック・マンデル
- チャールズ・ネルソン・ライリー - ホセ・チャン

## シーズンの概要
シーズン2最終話「アナサジ」で、シガレット・スモーキング・マンに貨車ごと爆破されたモルダーだったが、アルバート・ホスティンの祈りによって辛うじて一命をとりとめた。その頃、スカリーの姉、メリッサはスカリーと間違われて銃撃され、命を落とした。真実を追い続けるモルダーとスカリーは、ナチスに加担した科学者たちが天然痘撲滅計画と並行して人体実験を極秘に行っていたことを知る。その実験では、エイリアンと人間の混血種が作り出された。
その後、モルダーはエイリアンを解剖する様子が収録されたビデオテープを入手する。そのテープを手がかりに調査を進めたモルダーは、エイリアンと人間の混血種を運搬する貨物列車に潜入することができた。しかし、モルダーはシンジケートに発見されて殺されそうになったが、ミスターXのおかげで難を逃れることができた。その頃、スカリーは自身と同じようにエイリアンに誘拐された経験を持つ女性たちに会っていた。その後、スカリーはシンジケートの幹部、ファースト・エルダーから、自分が日本人の科学者によって実験台にされていたことを知らされる。
第二次世界大戦中に沈没した潜水艦を海底から引き揚げたフランス船籍のサルベージ船の乗組員が一人を除いて全員被爆した。被ばくを免れた1人は、実はブラックオイルに感染していたのである。ブラックオイルはその一人の身体をコントロールし、母星へ帰ろうとした。何人かの体を渡り歩いたブラックオイルはアレックス・クライチェックに感染する。ブラックオイルはクライチェックの身体を操って、UFOが隠されているミサイル基地へ向かった。その頃、スカリーは姉のメリッサを殺害した犯人の行方を追っていた。

## 評価

### 視聴率
シーズン3第1話「祈り」は1995年9月22日に放送され、1994万人の視聴者を獲得した（視聴率は12.3%）。この数字はシーズン3のエピソードの中でも最高の数字である。なお、シーズン3の視聴者数最低を記録したのは第23話「電波」の1448万人である。また、シーズン最終話「タリサ・クミ」は1786万人の視聴者を獲得した。
1995年度に放送されたテレビ番組の視聴者数ランキングで、『X-ファイル』シーズン3は第55位となった（1話当たりの視聴者数:1540万人）。シーズン2の視聴者数より7%増加した。また、シーズン3はFOXが1995年度に放送した番組の中でも最高の視聴率を記録した。

### 批評家からの評価
シーズン3は批評家から高い評価を受けた。『A.V.クラブ』のトッド・ヴァンデルワーフはシーズン3に関して「「祈り」からスタートしたのはまずかった。」と苦言を呈する一方、「『X-ファイル』の中でも最高に出来がいいシーズンであると同時に、テレビ史上に残る傑作シーズンの一つであろう。」「首尾一貫した内容だった。「ミソロジー」と「モンスター・オブ・ザ・ウィーク」のエピソードがともに力作ぞろいだった。」と述べている。同じく『A.V.クラブ』に所属するザック・ハンドルンは「シーズン3は『X-ファイル』の中でも最も心に響くシーズンの一つだ。政府と宇宙人の陰謀を描いたエピソードが無意味な時間に堕することなく、緊張感を維持している。また、シーズン3に至って、初期に見られたような視覚効果の劣悪さが無くなり、演出にも磨きがかかった。シーズン3の中でも最も出来の悪いエピソードですら映画のようなクオリティを感じさせる。」と述べている。また、ハンドルンは第4話「休息」と第20話「執筆」を「『X-ファイル』の2大傑作」と位置付けている。『DVDトーク』のカール・クレッシーはシーズン3に5つ星評価で4つ星半を与え、「制作費が増えたことで、ゲスト俳優の質と作品の価値がシーズン2よりも良くなっている。」と指摘している。
ダリン・モーガンが脚本を担当したエピソードは特に高い評価を受けている。『エンターテインメント・ウィークリー』は第12話「害虫」を「思わず笑ってしまうような馬鹿馬鹿しさとエンターテインメント性がある。」と評している。また、第22話「ビッグ・ブルー」のモルダーとスカリーの会話シーンも称賛を集めた。

### 受賞
シーズン3は第48回プライムタイム・エミー賞で作品賞 (ドラマ部門)やジリアン・アンダーソンの主演女優賞を含む8つのノミネーションを獲得し、第4話「休息」を執筆したダリン・モーガンの脚本賞(ドラマ部門)、同作に出演したピーター・ボイルのゲスト男優賞(ドラマ部門)、第9話「二世」の音響賞と音響効果賞、第14話「グロテスク」の撮影賞、計5部門で受賞を果たした。また、第53回ゴールデングローブ賞でドゥカヴニーとアンダーソンが主演でのノミネートを獲得したが受賞には至らなかった。

## エピソード一覧
| No. | #  | タイトル                              | 監督                       | 脚本                                                                           | 放送日         | プロダクション コード | 合衆国視聴者数 （百万） |
| --- | -- | ------------------------------------- | -------------------------- | ------------------------------------------------------------------------------ | -------------- | --------------------- | ----------------------- |
| 50 | 1  | "祈り" The Blessing Way"              | R・W・グッドウィン         | クリス・カーター                                                               | 1995年9月22日  | 3X01                  | 19.94                   |
| 第2シーズン最終話「アナサジ」からの連続エピソード。証拠隠滅とモルダー殺害のため、るSマンは異星人の死体ごと貨車を爆破する。モルダーは死んだと思われていたが、死線をさまよいながらも生きのび、ナバホ族の「救済の儀式」をうけ復活する。CSマンは「MJファイル」を記録したテープを手に入れるためにクライチェックにスカリー暗殺を命じる。ところがクライチェックが撃ったのはスカリーの姉・メリッサだった。スカリーは自分の首の後ろに埋め込まれた金属片を見つけ摘出するが、これが後のストーリーで重要な行為となる。 |    |                                       |                            |                                                                                |                |                       |                         |
| 51 | 2  | "ペーパークリップ" Paper Clip"        | ロブ・ボウマン             | クリス・カーター                                                               | 1995年9月29日  | 3X02                  | 17.20                   |
| 「祈り」からの連続エピソード。モルダーはなぜ父が殺されたのか、妹の身に何が起こったのかを探る。とある写真に若き日の父と一緒に映っていたのは、ユダヤ人虐殺と人体実験に関わったナチスの戦犯科学者、クレンパー博士。彼は、第二次大戦後にアメリカが行った「ペーパークリップ作戦」によって亡命してきた人間だった。彼から助言を得て、二人は廃墟となった坑道から大量の医療カルテを発見する。同時にスカリーは異星人らしき人影を、モルダーは浮上していくUFOを目撃した。そしてスキナーは「MJファイル」のテープと引き換えに、モルダーとスカリーの身の安全をCSマンに要求する。 |    |                                       |                            |                                                                                |                |                       |                         |
| 52 | 3  | "D.P.O." D.P.O."                      | キム・マナーズ             | ハワード・ゴードン                                                             | 1995年10月6日  | 3X03                  | 15.57                   |
| オクラホマ州のゲームセンターの駐車場で、男が雷に撃たれて死んだ。この町では最近、落雷事故が連続しており、今回が5件目。しかしその最初の一人、ダレン・ピーター・オズワルドだけは生きていた。事件現場のゲームセンターの『バーチャファイター2』には、ハイスコアネームとして「D.P.O.」、オズワルドのイニシャルが残されていた。モルダーたちは彼の職場である自動車整備工場へ赴くが、事情を訊いている最中に突然、モルダーの胸元で携帯電話が高熱を持ち破損してしまう。 オズワルド役でジョヴァンニ・リビシ、その友人役でジャック・ブラックが出演している。 |    |                                       |                            |                                                                                |                |                       |                         |
| 53 | 4  | "休息" Clyde Bruckman's Final Repose" | デヴィッド・ナッター       | ダリン・モーガン                                                               | 1995年10月13日 | 3X04                  | 15.38                   |
| 占い師の連続猟奇殺人事件が発生した。現場には目玉と内臓の一部だけが残されており、犯人の手がかりは一切つかめていない。そんな中、「アパートのゴミ箱に目玉をくりぬかれた女性の死体がある」と通報が入った。第一発見者である保険外交員の男性ブラックマンは、人の死ぬ未来のビジョンが見えると告白した。ブラックマンは「未来は決まっている、私が協力しても人が死ぬのは変わらない」と言って一旦は捜査への協力を拒むも、モルダーたちの説得に応じ、共に犯人の手がかりを探ることになる。だがブラックマンには、モルダーが不意を突かれてナイフで喉を切り裂かれるビジョンが見えていた。 ブラックマン役で出演したピーター・ボイルは、これにより1996年のエミー賞を受賞している。 |    |                                       |                            |                                                                                |                |                       |                         |
| 54 | 5  | "名簿" The List"                      | クリス・カーター           | クリス・カーター                                                               | 1995年10月20日 | 3X05                  | 16.72                   |
| フロリダ州の刑務所で、カリスマ的魅力を持った一人の黒人死刑囚が処刑された。その数日後、その男の独房で看守が変死。わずか一夜で大量のウジが発生し、腐乱死体となった。死刑囚が生き返ったという噂が流れる中、彼が死刑の間際に「必ず蘇って5人の命を奪う」という言葉を残していた事が判明。復讐される残りの3人の名前を知っていると言う囚人が現れ、減刑を条件に名簿の引き渡しを申し出た。 |    |                                       |                            |                                                                                |                |                       |                         |
| 55 | 6  | "胃液" 2Shy"                          | デヴィッド・ナッター       | ジェフリー・フレミング                                                         | 1995年11月3日  | 3X06                  | 14.83                   |
| 埠頭に放置されていた車から女性の変死体が発見された。全身はゼリー状の物質で覆われており皮膚は完全に溶解していた。スカリーが検死を行うことになるが、保管庫の中で遺体の溶解はさらに進み、筋肉も内臓もほとんど液化、骨まで浸食され脆くなっていた。検死の結果、体脂肪が極度に消失して体重が生前に比べ20kgも減少していると判明。ゼリー状の物質からは胃液の2倍という高濃度の塩酸とペプシンなどの消化酵素が検出された。被害者が出会い系チャットフォーラムを利用していたことを手がかりに、モルダーたちは捜査を展開する。 |    |                                       |                            |                                                                                |                |                       |                         |
| 56 | 7  | "歩兵" The Walk"                      | ロブ・ボウマン             | ジョン・シャイバン                                                             | 1995年11月10日 | 3X07                  | 15.91                   |
| スタンズ中佐は自分が何者かに狙われていると信じてしまい、自殺未遂を繰り返していた。彼の妻子は自宅の火災で死亡していた。「奴が妻と子供たちを殺した、奴が死なせてくれない、生きて苦しみを味わわせる気だ」という中佐に、スカリーは典型的な戦争後遺症という見立てをする。彼が入院した陸軍基地内の病院では、戦傷により後遺症を負った元兵士たちのリハビリプログラムが行われていたが、リハビリをかたくなに拒否し歪んだ嘲笑をぶつける四肢欠損の元兵士がいた。やがて基地の最高責任者である将軍の部下が、次いで幼い息子が不審な死を遂げる。 |    |                                       |                            |                                                                                |                |                       |                         |
| 57 | 8  | "土牢" Oubliette"                     | キム・マナーズ             | チャールズ・グラント・クレイグ                                                 | 1995年11月17日 | 3X08                  | 15.90                   |
| ワシントン州シアトル。ファストフード店員のルーシーが、仕事中に突然多量の鼻血を出して倒れた。意識を取り戻すまでの間、彼女は「誰にも邪魔させない……」といううわごとを呟き続けていた。全く同時刻、30kmも離れた街の反対側でエイミーという少女が自宅から誘拐され行方不明になる。ルーシーの衣服に付着した血液を分析した結果、ルーシー自身のものとエイミーのものとが混じっていることが判明。スカリーはそれを、ルーシーがエイミーの誘拐に関与している証拠ではないかと疑う。一方モルダーは、かつてルーシーも誘拐され5年もの間地下室に監禁されていた過去を持つことから、ある別の可能性を推測する。 |    |                                       |                            |                                                                                |                |                       |                         |
| 58 | 9  | "二世" Nisei"                         | デヴィッド・ナッター       | クリス・カーター & ハワード・ゴードン & フランク・スポトニッツ                 | 1995年11月24日 | 3X09                  | 16.36                   |
| モルダーに異星人の解剖ビデオを売った男が殺された。モルダーは現場で日本の外交官を逮捕する。その男の持っていた書類から、スカリーは異星人に誘拐された経験がある女性たちと知り合う。一方、モルダーは同様に衛星写真に写っていた船の調査をするが捜査に行き詰る。マディソン上院議員からの情報を得て、モルダーは日本人医師タケオ・イシマルが「実験体」を連れ込んだ列車に潜入する。スカリーはイシマルの顔に確かな見覚えがあった。 アメリカでの初放映時、ある男性が恋人にプロポーズをするため、本エピソードの中に「結婚をしてくれ」という旨のテロップを流した。このカップルはお互いに『X-ファイル』のファンであり、男性は何か突飛なプロポーズがないものかと考え、このテロップでのプロポーズを番組製作側に依頼したところ、製作側は承諾した。テロップが流れてすぐ男性の恋人はOKの返事を出し、男性がそれを製作側に伝えたところ、劇中最後の(列車が去っていく）シーンで「SHE SAY YES（彼女はプロポーズを受け入れた）」というテロップが流れた。 |    |                                       |                            |                                                                                |                |                       |                         |
| 59 | 10 | "731" 731"                            | ロブ・ボウマン             | フランク・スポトニッツ                                                         | 1995年12月1日  | 3X10                  | 17.68                   |
| 「二世」からの連続エピソード。オープニングのスローガンは「APOLOGY IS POLICY（謝罪は真実を抹殺する）」。アメリカ政府の列車に潜入したモルダーは、連結されている秘密車両の責任者である日本人医師シロウ・ザマを捜すが一足遅く、ザマことイシマルは車内で暗殺され、モルダーは彼を暗殺したNSAのエージェントと一緒に、証拠隠滅のための時限爆弾が仕掛けられた隔離車両へ閉じ込められてしまう。一方、スカリーは自身の首に埋め込まれていたチップを調べ、それを製作した日本企業を突き止める。それは存在していない企業であり、宅配便記録から割り出したウェストバージニア州のハンセン病隔離収容所跡地で、スカリーはイシマルたち旧日本軍731部隊の生き残りによる忌まわしい実験の犠牲者を発見する。 |    |                                       |                            |                                                                                |                |                       |                         |
| 60 | 11 | "黙示" Revelations"                   | デヴィッド・ナッター       | キム・ニュートン                                                               | 1995年12月15日 | 3X11                  | 15.25                   |
| 掌から血を流す「聖痕」のイカサマを使って説教を行っていた神父が惨殺された。聖痕を持つという人間を狙った連続殺人事件が3年前から続いており、今回が11件目。さらなる凶行を防ぐため捜査に入ったモルダーたちに、両掌に突然丸い傷が現れた少年ケビンの情報が入る。虐待が疑われるため児童施設に保護されたケビンだが、自宅の庭師であるオーエンに誘拐されてしまう。オーエンは「ケビンに危険が迫っている。彼を守れと神に命じられた」と主張。モルダーたちを振り切って逃亡するが、ケビンを襲った謎の男に絞殺されてしまう。オーエンの遺体は死後14時間経っても死後硬直を起こさず、体温も失われないままだった。 |    |                                       |                            |                                                                                |                |                       |                         |
| 61 | 12 | "害虫" War of the Coprophages"        | キム・マナーズ             | ダリン・モーガン                                                               | 1996年1月5日   | 3X12                  | 16.32                   |
| 研究者が多く住むマサチューセッツ州ミラーズグローブにて、害虫駆除業者が仕事中に急死した。彼の遺体は多数のゴキブリに覆われていた。たまたまこの事件に遭遇したモルダーが捜査を始める。現場にはゴキブリの脱皮した抜け殻らしきものがあり、それは金属でできていると判明。その後も研究者や高校生などが同様にして次々と死亡するが、電話で報告を受けたスカリーは、アナフィラキシーショックやドラッグの影響、脳動脈瘤破裂など、既知の知識でそれぞれの死因は説明できると指摘する。地元の保安官から情報を得て農務省の実験施設に潜入したモルダーは、昆虫研究の専門家ベレンバウム博士（通称バンビ）、惑星探査のために昆虫型ロボットを研究するイヴァノフ博士と出会い、事態の究明を試みる。 |    |                                       |                            |                                                                                |                |                       |                         |
| 62 | 13 | "星" Syzygy"                          | ロブ・ボウマン             | クリス・カーター                                                               | 1996年1月26日  | 3X13                  | 16.04                   |
| 未来を嘱望された男子高校生のブームが、首吊り死体となって発見される。その葬儀の真っ最中、モルダーとスカリーも見ている前で棺が突然炎上した。遺体を発見した同じ高校のチアリーダー、テリーとマージは「悪魔教の信者に襲われた」と証言。2人の言葉は一字一句に至るまで不自然なほど一致していた。さらに高校内でバスケット部の高校生が可動式観客席に巻き込まれて事故死。街全体が流言パニックによって不穏な空気に包まれ、モルダーとスカリーもなぜか普段の冷静さを失って喧嘩別れしてしまう。ブームの遺体に山羊の頭のように見える傷がついているのを見つけたモルダーは、街の占星術師を尋ね、84年に一度の悪い星回りがこの土地に影響を与えていること、1979年の同日に生まれたテリーとマージが最も強い影響を受けていることを知る。 原題の「syzygy」とは、占星術用語で「地球と太陽と月が直列になる状態」を意味する。 |    |                                       |                            |                                                                                |                |                       |                         |
| 63 | 14 | "グロテスク" Grotesque"               | キム・マナーズ             | ハワード・ゴードン                                                             | 1996年2月2日   | 3X14                  | 18.32                   |
| 3年の間に7件の連続猟奇殺人を犯した男が逮捕された。若く健康な男性ばかりを狙い、両目を突き刺し口を頬まで左右に切り裂くという残忍な手口。容疑者モストウは暗い自室でガーゴイルをモチーフとした塑像やスケッチを大量に制作していた。彼は一貫して自分が悪霊にとりつかれていたと主張し、犯行を否定するも、モルダーの元上司で長年事件を追ってきたパターソン捜査官から一蹴されてしまう。そして、モストウが逮捕されているにも関わらず、全く同じ手口の殺人事件が発生。時を同じくして、モルダーはモストウの自宅に一晩泊まり込む、凶器として保管されていたカッターナイフを手に握るなど、常軌を逸した行動を取り始める。 テレビ朝日版では神戸連続児童殺傷事件の影響で第3シーズンの最終回として放送。タイトルも「怪物」に変更になった。 |    |                                       |                            |                                                                                |                |                       |                         |
| 64 | 15 | "海底" Piper Maru"                    | ロブ・ボウマン             | フランク・スポトニッツ & クリス・カーター                                      | 1996年2月9日   | 3X15                  | 16.44                   |
| 太平洋上、北緯42度東経171度。フランスのサルベージ船「パイパー・マル」の乗員多数が外部からの高度放射線被曝を受ける事件が起こった。しかし船自体に残留放射能はなく、また乗員の中でひとりの潜水士だけが全くの無傷だった。軽油を媒体として人間に乗り移り行動する地球外生命体「ブラックオイル」は、この潜水士に侵入したのち、彼の妻に乗り移る。それからブラックオイルは香港へ向かう。そして、モルダーが香港に到着した時点で、ブラックオイルはクライチェックへと乗り換えていた。 「パイパー・マル」という船名は、スカリー役のジリアン・アンダーソンがシーズン2の途中で出産した娘の名前、パイパー・マルから取られた。 |    |                                       |                            |                                                                                |                |                       |                         |
| 65 | 16 | "アポクリファ" Apocrypha"             | キム・マナーズ             | フランク・スポトニッツ & クリス・カーター                                      | 1996年2月16日  | 3X16                  | 16.71                   |
| 「海底」からの連続エピソード。クライチェックは香港で「ブラックオイル」に侵入され操られていた。モルダーと一緒に移動中のところを謎の男たちが襲撃するが、ブラックオイルは襲撃を退け、負傷したモルダーを置いて逃亡する。MJファイルのデータテープと引き換えに、CSマンからUFOのありかを聞き出す。一方、馴染みのカフェで突然撃たれて重傷を負ったスキナーは、犯人の男に見覚えがあるとスカリーに語った。スカリーは地道な捜査で銃撃犯を追い、スカリーの姉・メリッサを射殺した犯人と同一人物であることを突き止める。 「アポクリファ」とは、新約聖書外典のこと。ギリシャ語で「隠されたもの」を意味し、初期キリスト教の正統教会に認められず、新約聖書（正典）に収録されなかった外典群を指す。 |    |                                       |                            |                                                                                |                |                       |                         |
| 66 | 17 | "プッシャー" Pusher"                  | ロブ・ボウマン             | ヴィンス・ギリガン                                                             | 1996年2月23日  | 3X17                  | 16.20                   |
| 殺人鬼・モデールは武士道を信奉する一方は自らを「プッシャー（自分の意思を人に押しつける者）」と名乗っていた。彼を護送中のパトカーが突然トラックに突っ込み、運転していた警察官は最後の力を振り絞るようにモデールの手錠を外して逃がしてしまった。事故の数分前からモデールは警察官に意味不明な言葉を投げかけており、その暗示によって相手を操った可能性が考えられた。その後も大胆不敵な言動とともに、モデールは自分を追う警察官を暗示に陥れて惨殺していく。ただ世間の注目を集めるためだけに殺人を続ける彼は、自分が通っていた病院にモルダーを呼び込む。 |    |                                       |                            |                                                                                |                |                       |                         |
| 67 | 18 | "骨董" Teso Dos Bichos"               | キム・マナーズ             | ジョン・シャイバン                                                             | 1996年3月8日   | 3X18                  | 17.38                   |
| エクアドルの遺跡で、セドナ族の古代のシャーマンの遺骨が発見された。その発掘に関わった考古学者たちが次々と変死した。 |    |                                       |                            |                                                                                |                |                       |                         |
| 68 | 19 | "賭博" Hell Money"                    | タッカー・ゲイツ           | ジェフリー・フレミング                                                         | 1996年3月29日  | 3X19                  | 14.86                   |
| 中国人男性が生きたまま焼かれ、現場には漢字の鬼の文字が残されていた。モルダーとスカリーは中華街を舞台に捜査を進める。事件の裏には、臓器を掛け金とした犯罪組織の暗躍があった。グレン・チャオ刑事役でB・D・ウォンが出演した。 |    |                                       |                            |                                                                                |                |                       |                         |
| 69 | 20 | "執筆" Jose Chung's From Outer Space" | ロブ・ボウマン             | ダリン・モーガン                                                               | 1996年4月12日  | 3X20                  | 16.08                   |
| 作家のホセ・チャンが登場、後に『ミレニアム』第31話「最期の審判」（Jose Chung's Doomsday Defense）に登場する。カップルがUFOにさらわれた事件を担当していたモルダー捜査官の元に、新境地を模索していた作家のホセにインタビューを申し込む。事件ではメン・イン・ブラックまで出てくる大騒ぎとなったが、後の調査で異星人が元軍人による変装だったことが判明する。実は米軍は、「恐怖の対象に攻撃を仕掛けない」という本能を利用して、宇宙人説を隠れ蓑に軍事演習をしていたという。モルダーがインタビューを断ったため、その代わりにスカリーが出向いた…という設定で進む回想形式のエピソード。 |    |                                       |                            |                                                                                |                |                       |                         |
| 70 | 21 | "化身" Avatar"                        | ジェームズ・チャールストン | 原案: デイヴィッド・ドゥカヴニー & ハワード・ゴードン 脚本: ハワード・ゴードン | 1996年4月26日  | 3X21                  | 14.62                   |
| スキナーがメインのエピソード。行きずりで女と夜を共にしたスキナーが女に嵌められてしまう。スキナーと一夜を共にする娼婦役のアマンダ・タッピングが出演している。 |    |                                       |                            |                                                                                |                |                       |                         |
| 71 | 22 | "ビッグ・ブルー" Quagmire"            | キム・マナーズ             | キム・ニュートン                                                               | 1996年5月3日   | 3X22                  | 16.00                   |
| ジョージア州ヒューベルマンズ湖で殺人事件がおこった。モルダーは古代生物「ビッグ・ブルー」の仕業だと考える。 |    |                                       |                            |                                                                                |                |                       |                         |
| 72 | 23 | "電波" Wetwired"                      | ロブ・ボウマン             | マット・ベック                                                                 | 1996年5月10日  | 3X23                  | 14.48                   |
| ケーブルテレビの発信するサブリミナル効果により、善良な人間が突如殺人鬼に変貌する事件が起こる。 |    |                                       |                            |                                                                                |                |                       |                         |
| 73 | 24 | "タリサ・クミ" Talitha Cumi"          | R・W・グッドウィン         | 原案: デイヴィッド・ドゥカヴニー & クリス・カーター 脚本: クリス・カーター     | 1996年5月17日  | 3X24                  | 17.86                   |
| バーガーショップで発砲事件が発生。負傷者がでるがその場に居合わせたスミスという男が手をかざすと傷は癒えてしまった。翌日、出勤したスミスはCSマンによって投獄されてしまうが、脱獄しスカリーに保護を求める。一方、モルダーの母はCSマンと口論した後、脳卒中で倒れてしまう。 |    |                                       |                            |                                                                                |                |                       |                         |